# Inga Gaile
Inga Gaile, née le 29 juin 1976  à Riga, est une poète, dramaturge et metteuse en scène lettone.

## Biographie
Après des études secondaires à l'école centrale d'étude des lettres de Riga (en letton : Rīgas Centra humanitārā vidusskola) en 1993, elle étudie la littérature (1994-1998), la dramaturgie (2012) puis la mise en scène (2012-2014) à l'Académie de la Culture de Lettonie (lv).
Elle publie de la poésie depuis 1996 et elle est traduite en anglais, lituanien, suédois, bengali et en français. Elle traduit elle-même des poètes russes. Elle collabore à la réalisation de spectacles pour le théâtre dès 2005. Sa pièce Āda, faisant écho à l'histoire du second livre de la Genèse, sera mise en scène au Théâtre de la rue Ģertrūdes à Riga et bien accueillie par la critique en 2012. Sa pièce de fin d'études Mūsu Silvija debesīs (tuteur Māra Ķimele), inspirée de l’œuvre et du destin tragique de Sylvia Plath, est adaptée, dans le cadre du projet Ienāc teritorijā! au même théâtre en 2013 ,. Elle sera récompensée par le prix spécial "Pazudušais dēls" [Fils disparu] de la Guilde des dramaturges de la Lettonie au festival Spēlmaņu nakts. En juin 2014, elle achève son travail de fin d'études de la mise en scène, en adaptant Les Juifs de Saint-Pétersbourg des frères Strougatski qu'elle traduit également, il s'agit là de la première traduction en letton de cette œuvre. L'artiste aborde le public de façon plus personnelle dans le spectacle de variétés Trauki [Les Vases] qu'elle monte au Dirty Deal Teatro en novembre 2014. Elle y ajoute une connotation féministe, en commençant par le titre qui lui vient d'une émission de télévision américaine où un porte parole des chrétiens pratiquants traite les femmes de "vases d'abord conçus pour porter les enfants". Elle s'y produit également sur scène.
Elle a travaillé pour la chaîne de télévision "TV3 Latvia" et dans la publicité. Depuis 2004, membre de la Société des écrivains de Lettonie.
En 2018, son sixième recueil de poésie Lieldienas [Pâques] parait aux éditions Neputns.

## Prix et récompenses
Le manuscrit de son premier recueil reçoit le prix Klāvs Elsbergs en 1999, le second est récompensé par le prix de la fondation Anna Dagda et le Prix Ojārs Vācietis en 2004. Pour son livre Kūku Marija, lauréate du Prix des Journées poétiques (2007), et pour Migla - le Prix de la revue Latvju Teksti (2012) et à nouveau le Prix  Ojārs Vācietis (2012). Pour le recueil Vai otrā grupa mani dzird? Inga Gaile s'est vue remettre le Prix pour la Littérature 2012, ainsi que le prix du festival Prozas lasījumi pour sa nouvelle Piena ceļi.

### Poésie
- Laiks bija iemīlējies, Rīga: Pētergailis, 1999.
- Raudāt nedrīkst smieties, Rīga: Nordik, 2004.
- Kūku Marija, Rīga: Orbita, 2007
- Migla, Rīga: Mansards, 2012.
- Vai otrā grupa mani dzird? [dzejoļi bērniem]. Rīga: Liels un mazs, 2014.
- Lieldienas, Rīga: Neputns, 2018.

### Dramaturgie
- Āda. Rīga: Mansards, 2011.

## Théâtre
- LV [avec A. Jarovojs; d'après Rainis et Gunārs Priede]. Mise en scène A. Jarovojs. Nouveau théâtre de Riga, 2005.
- Neuzticīgie [d'après Jānis Veselis]. Mise en scène A. Jarovojs. Théâtre National de Lettonie, 2009.
- Āda. Mise en scène A. Jarovojs. Ģertrūdes ielas teātris, 2011.
- Četras naktis [d'après Dostoïevski]. Mise en scène A. Jarovojs. Ģertrūdes ielas teātris, 2012.
- Mūsu Silvija debesīs. Mise en scène Inga Gaile. Ģertrūdes ielas teātris, 2013.
- Trauki. Mise en scène Inga Gaile avec Marta Elīna Martinsone. Dirty Deal Teatro, 2014.
- Pēterpils pilsētas žīdi [d'après Arcadi et Boris Strougatski]. Mise en scène Inga Gaile. Teātris Skatuve, 2014